# Lesotho Post
Lesotho Postal Services, alias Lesotho Post est l’opérateur public du service postal au Lesotho, désigné pour remplir les obligations découlant de l'adhésion à la Convention de l'Union Postale Universelle.

## Réglementation
Les services postaux du Lesotho, service gouvernemental sont séparés des télécommunications depuis 1980. Le Post Office Act de 1979 permet au service postal de fonctionner en tant que service autofinancé. Le département est dirigé par un directeur responsable devant le ministre des Communications, des Sciences et de la Technologie.

## Activités
Le Post Office Act de 1979 établit les services postaux du Lesotho et définit la responsabilité de l'opérateur en ce qui concerne la prestation de services postaux au Lesotho et entre le Lesotho et d'autres pays.